# Pedicularis pectinata
Pedicularis pectinata är en snyltrotsväxtart. Pedicularis pectinata ingår i släktet spiror, och familjen snyltrotsväxter.

## Underarter
Arten delas in i följande underarter:
- P. p. palans
- P. p. pectinata
- P. p. rosea